# Парламентские выборы в Латвии (2018)
Выборы в Тринадцатый Сейм Латвии состоялись 6 октября 2018 года. По данным ЦИК Латвии, явка составила 54,60 %. Семь партий преодолели пятипроцентный барьер и прошли в Сейм. Крупнейшей в парламенте, получив 23 мандата из 100, стала социал-демократическая партия «Согласие».

## Предыстория
Выборы 2018 года стали девятыми парламентскими выборами после восстановления независимости страны 4 мая 1990 года.
На выборах в Двенадцатый Сейм 2014 года в парламент прошли шесть партий и объединений, первое, второе и третье места заняли соответственно партии «Согласие», «Единство» и блок Союз зелёных и крестьян. В Сейме была сформирована трёхпартийная коалиция в составе «Единства», СЗК и Национального объединения.
3 июня 2017 года в Латвии прошли местные выборы. Больше всего мест в местных советах получило Национальное объединение, на втором месте — Союз зелёных и крестьян, а третье место по численности мандатов занял участник СЗК Крестьянский союз Латвии, баллотировавшийся в некоторые самоуправления вне СЗК. На выборах в Рижскую думу победу одержал блок партий «Согласие» и «Честь служить Риге».
В преддверии выборов в новый Сейм с политическими партиями произошли следующие изменения. 18 июля 2017 года пять депутатов Сейма покинули «Единство» и 26 августа основали либерально-центристскую партию «Движение За». 21 августа 2017 года фракцию «Единство» покинул ещё один депутат, бывший заместитель председателя партии Эдвард Смилтенс, а вслед за ним 43 из 44 членов саулкрастского отделения партии и 38 из 70 членов лиепайского отделения. Впоследствии Эдвард Смилтенс стал председателем «Общества за хорошие перемены» (латыш. Sabiedrība par labām pārmaiņām), позднее переименованного в «Общество центристской политики» (латыш. Sabiedrība centriskai politiskai), которое объявило о сотрудничестве с парламентским политическим блоком «Латвийское объединение регионов».
3 ноября 2017 года стало известно, что партия «Честь служить Риге» будет участвовать в выборах 2018 года отдельно от своего давнего союзника «Согласия». На выборах в Двенадцатый Сейм представители «ЧСР» баллотировались по списку партии «Согласие», а на местных выборах в Риге две партии создали избирательный блок и общий список.
14 марта 2018 года правления трёх партий: «Движения За», «Латвийскому развитию» и партии «Рост» — приняли решение о формировании социал-либерального предвыборного блока и единого списка для участия в выборах. К 24 марта это решение было одобрено съездами трёх партий. Две из указанных трёх партий, сформировавших единый список, участвовали в парламентских выборах 2014 года, однако не получили мест в Сейме. «Движение За» было создано после выборов 2014 года как откол от партии «Единство» и располагает несколькими депутатами в парламенте.
24 марта 2018 года прошёл съезд Крестьянского союза Латвии, главного участника правящего Союза зелёных и крестьян. На съезде было подтверждено, что Крестьянский союз после выборов выдвинет на должность премьер-министра кандидатуру действующего премьер-министра Мариса Кучинскиса, а также были выбраны лидеры списков в пяти избирательных округах Латвии.
28 марта 2018 года три непарламентские партии: Латвийская социал-демократическая рабочая партия, «Христианский демократический союз» и партия «Честь служить нашей Латвии» — объявили о формировании предвыборного блока «СХЧ», получившего название по первым буквам названий входящих в него партий (латыш. SKG). Политическая цель блока — защита латышской культурной среды, традиционного образа жизни и христианских ценностей, а также противостояние евроинтеграции.
23 апреля 2018 года партия «Единство» сформировала предвыборный блок с тремя региональными партиями: «Кулдигскому краю», «Для Валмиеры и Видземе» и «Городу Тукумсу и Тукумскому краю». Политическое объединение, получившее название «Новое Единство», выдвинуло на должность премьер-министра евродепутата от партии «Единство» Кришьяниса Кариньша. Отмечается, что «Новое Единство» открыто для присоединения других партий. 16 июня к объединению присоединилась Региональная партия Екабпилса, а 2 июля Латгальская партия, хотя рядовые члены Латгальской партии сохранили право самостоятельно выбирать список, по которому баллотироваться в Сейм.
19 мая 2018 года на форуме политического объединения «Латвийское объединение регионов» было объявлено, что на грядущих выборах в блок будут входить три партии: «Альянс регионов», «Партия Видземе» и «Огрскому краю» — а также четыре общества: «Общество центристской политики», «Сила Латгале», «Лиепайцы» (латыш. Liepājnieki) и «Движение поддержки народного хозяйства Латвии» (латыш. Latvijas Tautsaimniecības atbalsta kustība). На должность премьер-министра был выдвинут председатель «Общества центристской политики», член правления «ЛОР» и депутат Сейма Эдвард Смилтенс.
17 августа ЦИК Латвии исключила из зарегистрированных списков семерых кандидатов в связи с наличием у них судимостей, что запрещено Законом о выборах Сейма. Были не допущены до выборов два кандидата от «Партии действия», два кандидата от партии «За альтернативу» и по одному кандидату от ЛОР, Центристской партии Латвии и партии «Прогрессивные». 21 августа ЦИК Латвии сняла с выборов лидера списка Русского союза в Видземском округе Татьяну Жданок. Согласно законодательству лица, состоявшие в коммунистической партии после 13 января 1991 года, не имеют права быть избранными в Сейм, если они представляют угрозу независимости и демократическому устройству страны, определение чего входит в полномочия Центральной избирательной комиссии. После получения заключения от Полиции безопасности ЦИК Латвии приняла решение, что деятельность Татьяны Жданок ставит под угрозу демократию и правовые принципы государства. Лидером списка Русского союза в Видземском округе стал бывший в нём вторым номером Андрей Толмачёв.

## Избирательная система
В законодательство о выборах было внесено некоторое количество поправок после выборов 2014 года. Поправки в Закон о политических партиях повысили минимальное количество членов партий, намеревающихся участвовать в выборах в Сейм или Европейский парламент, до 500 человек, а также ввели условие, согласно которому для участия в выборах в Сейм партии должны быть созданы и зарегистрированы в установленном порядке не позднее чем за 12 месяцев до даты выборов. Изменения в Закон о предвыборной кампании ввели требования о равной стоимости политической и коммерческой рекламы и о запрете использования политических рекламных материалов на ряде общественных зданий.
Депутаты Сейма избираются на основе пропорциональной системы с открытыми списками в пяти многомандатных избирательных округах. Количество депутатских мандатов, избираемых в каждом округе, определяется ЦИК Латвии в зависимости от количества проживающих в округе избирателей. Голоса избирателей, проголосовавших за рубежом, считаются отданными в Рижском избирательном округе. Участвовать в распределении мандатов могут партии, преодолевшие пятипроцентный избирательный барьер на национальном уровне, то есть получившие более 5 % голосов всех избирателей, принявших участие в голосовании. Количество мандатов, приобретённое партией в каком-либо избирательном округе, определяется на основе числа голосов, полученных в этом избирательном округе, с использованием метода Сент-Лагю.
Избирательная система с открытыми списками предполагает, что избиратели могут проголосовать не только за список, выдвинутый партией, но и отдать предпочтение кандидату в выбранном списке, поставив плюс напротив его фамилии, или отказать в поддержке кандидату, вычеркнув его имя. Выразить предпочтение или отказать в поддержке можно неограниченному количеству кандидатов в списке. Чем большую разность плюсов и вычёркиваний получает кандидат, тем выше его положение в списке. Кандидаты с наибольшими значениями указанной разности получают места в Сейме, приобретённые данным списком по результатам голосования.
Право избирать имеют все граждане Латвии, достигшие на день выборов 18 лет. Избиратели могут отдать свой голос на любом участке на территории Латвии и за рубежом независимо от места их проживания. Для получения бюллетеня избиратели должны предъявить паспорт гражданина, в который ставится отметка об участии в выборах, что предотвращает возможность повторного голосования. Голосование продлится с 7 до 20 часов 6 октября. У избирателей есть право участвовать в досрочном голосовании. За три дня до выборов отдельные избирательные участки будут открыты по несколько часов в день: 3 октября с 17 до 20 часов, 4 октября с 9 до 12 часов и 5 октября с 10 до 16 часов.
Списки кандидатов в депутаты должны быть поданы в ЦИК с 18 июля до 7 августа 2018 года. Выдвижение списков возможно только зарегистрированными партиями и объединениями партий. Самовыдвижение на выборах в Сейм запрещено. Участвовать в выборах в качестве кандидата имеют право все граждане Латвии старше 21 года, если на них не распространяются ограничения, прописанные в Законе о выборах.
Предвыборная агитация начинается за 120 дней до дня выборов. За 30 дней до даты голосования вступает в силу запрет на использование телевидения для предвыборной агитации. За день до выборов и в день выборов запрещена предвыборная агитация с использованием любых средств.
Избирательная администрация состоит из трёх уровней: Центральной избирательной комиссии, 119 Муниципальных избирательных комиссий (девять городских комиссий в городах республиканского подчинения и 110 краевых комиссий) и 1072 участковых избирательных комиссий (УИК), включая 115 за рубежом. ЦИК состоит из девяти человек, восемь из них назначаются Сеймом по предложению парламентских партий, и один представляет Верховный суд. ЦИК — это постоянный орган, срок полномочий составляет четыре года.
Муниципальные комиссии, как и ЦИК, назначаются на четыре года. Они состоят из 7-15 человек, назначенных местной думой, которая и определяет количество членов комиссии. На нижнем уровне организации выборов находятся УИК, организующие голосование и подсчёт голосов непосредственно в день голосования. В их состав входят семь человек, назначенных Муниципальными комиссиями. Кандидатов в Муниципальные и участковые избирательные комиссии выдвигают политические партии, блоки партий, группы из не менее 10 граждан или депутаты местных советов.
Любой гражданин, достигший возраста 21 года, имеет право участвовать в парламентских выборах в качестве кандидата. Исключение составляют граждане, признанные судом недееспособными, осуждённые за умышленно совершённые преступления и отбывающие срок тюремного заключения. Выдвигать кандидатов для участия в выборах могут только партии или коалиции партий. Самовыдвижение на выборах в парламент запрещено. Для участия в выборах были зарегистрированы 11 партий и 5 коалиций партий. Все участники выдвинули списки кандидатов в каждом из пяти избирательных округов. В целом 1470 кандидатов баллотировались в Сейм.

## Участники выборов

### Списки и их лидеры
| Номер в бюллетене | Список                                   | Лидеры               | Лидеры              | Лидеры                | Лидеры            | Лидеры              |
| Номер в бюллетене | Список                                   | Рига                 | Видземе             | Латгале               | Курземе           | Земгале             |
| ----------------- | ---------------------------------------- | -------------------- | ------------------- | --------------------- | ----------------- | ------------------- |
| 1                 | Русский союз Латвии                      | Андрей Мамыкин       | Андрей Толмачёв     | Евгения Крюкова       | Элита Косака      | Людмила Ушакова     |
| 2                 | Новая консервативная партия              | Юта Стрике           | Янис Борданс        | Илга Шуплинска        | Юрис Юраш         | Кришьянис Фелдманис |
| 3                 | Партия действия                          | Игорь Мельников      | Юрий Васильев       | Тамара Мельникова     | Андрис Перянс     | Елена Пичоха        |
| 4                 | Национальное объединение                 | Даце Мелбарде        | Райвис Дзинтарс     | Эдмундс Тейрумниекс   | Илзе Индриксоне   | Эдвинс Шнуоре       |
| 5                 | Прогрессивные                            | Антонина Ненашева    | Инга Лиепа-Мейре    | Агнесе Логина         | Даце Каваса       | Лига Раснача        |
| 6                 | Центристская партия Латвии               | Анджей Жданович      | Вазген Сорокин      | Георгий Соколовский   | Дайнис Грабовскис | Эдвинс Путе         |
| 7                 | SKG                                      | Армандс Агрумс       | Янис Диневич        | Дайга Цейпиниеце      | Арвидс Кинстлерс  | Валдис Шакарс       |
| 8                 | От сердца — Латвии                       | Ингуна Судраба       | Гинтс Габерс        | Янис Валтервитенхеймс | Юрис Яунземс      | Ивета Чивчиша       |
| 9                 | Согласие                                 | Вячеслав Домбровский | Эвия Папуле         | Янис Кришанс          | Анрийс Матисс     | Иварс Зариньш       |
| 10                | Развитию/За!                             | Даниэль Павлютс      | Артис Пабрикс       | Мартиньш Бондарс      | Юрис Пуце         | Илзе Винькеле       |
| 11                | ЛОР                                      | Иева Бранте          | Эдвард Смилтенс     | Юрис Вилюмс           | Неллия Клейнберга | Инга Бите           |
| 12                | Латышские националисты                   | Андрис Рубинс        | Алфредс Булс        | Владислав Баутрис     | Сильвестр Рубинс  | Карлис Круминьш     |
| 13                | Новое Единство                           | Эдгар Ринкевич       | Инесе Либиня-Эгнере | Алдис Адамович        | Арвилс Ашераденс  | Янис Рейрс          |
| 14                | За альтернативу                          | Эйнарс Граудиньш     | Юрий Журавлев       | Янис Кузинс           | Игорь Глазунов    | Артурс Малта        |
| 15                | KPV LV («Кому принадлежит государство?») | Артусс Кайминьш      | Линда Лиепиня       | Робертс Спручс        | Атис Закатистовс  | Каспарс Гиргенис    |
| 16                | Союз зелёных и крестьян                  | Дана Рейзниеце-Озола | Марис Кучинскис     | Янис Дуклавс          | Гунтарс Даудзе    | Аугустс Бригманис   |

### Кандидаты на должность премьер-министра
| Номер в бюллетене | Список                      | Кандидат             |
| ----------------- | --------------------------- | -------------------- |
| 1                 | Русский союз Латвии         | Андрей Мамыкин       |
| 2                 | Новая консервативная партия | Янис Борданс         |
| 4                 | Национальное объединение    | Роберт Зиле          |
| 5                 | Прогрессивные               | Робертс Путнис       |
| 9                 | Согласие                    | Вячеслав Домбровский |
| 10                | Развитию/За!                | Артис Пабрикс        |
| 11                | ЛОР                         | Эдвард Смилтенс      |
| 13                | Новое Единство              | Кришьянис Кариньш    |
| 15                | KPV LV                      | Алдис Гобземс        |
| 16                | Союз зелёных и крестьян     | Марис Кучинскис      |

## Опросы
В мае 2018 года, согласно результатам опроса исследовательского центра SKDS, больше 5 % набрали бы: «Согласие» (19,1 %), Союз «зелёных» и крестьян (14,6 %) и Национальное объединение (7 %). У «Единства» — 3,7 %, у партии Артуса Кайминьша KPV LV (от латыш. Kam Pieder Valsts — «Кому принадлежит государство») — 3 %, у «Для развития/ЗА» — 3 %, у Новой консервативной партии (JKP) — 2,4 %, у Объединения регионов Латвии — 1,7 %, у «От сердца — Латвии» — 1,6 %, у Русского союза Латвии — 1,2 %. По данным опроса Norstat, в мае за Союз «зелёных» и крестьян проголосовали бы 17,1 %, за «Согласие» — 16,3 %, за Национальное объединение «Все для Латвии!»-«Тевземей ун Бривибай»/ДННЛ — 9,1 %, за «Единство» — 6,2 %, за Новую консервативную партию — 6,1 %, за партию «Движение „За!“» — 3,6 %, за партию «Для развития Латвии» — 1,8 % (обе партии сформировали предвыборное объединение «Развитию/За!»), за партию KPV LV — 3,5 %, у Латвийского объединения регионов — 3,2 %, у партии «No sirds Latvijai» — 2,1 %.
В июне 2018 года, согласно результатам опроса SKDS, «Согласие» набирает 20,9 %, Союз «зелёных» и крестьян — 14,4 %, Национальное объединение — 6,1 %, «Для развития/ЗА» — 4,7 %, KPV LV — 4,4 %, Новая консервативная партия — 4,0 %, «Единство» — 2,7 %. Латвийское объединение регионов набирает 1,7 %, «От сердца Латвии» — 1,5 %, Русский союз Латвии — 1,2 %, «Прогрессивные» — 1,1 %, Латвийская социал-демократическая рабочая партия — 0,1 %, «Честь служить нашей Латвии» — 0,1 %, Христианский демократический союз — 0,1 %.
Согласно рейтингу, подготовленному Центром изучения общественного мнения SKDS по запросу Латвийского телевидения в сентябре наибольшей поддержкой опрошенных пользуются «Согласие» — 17,2 % (минус 4,3 % по сравнению с августом), Союз «зеленых» и крестьян — 9,4 % (минус 2,1 %), Национальное объединение — 6,9 % (плюс 0,8 %), «Кому принадлежит страна» — 6,2 % (минус 1,3 %), Новая консервативная партия — 5,2 % (плюс 2,3 %), «Развитие/За!» — 5 % (плюс 1,9 %), «Новое Единство» — 3,8 % (минус 1,3 %), Латвийское объединение регионов — 2,2 % (минус 0,7 %), Русский союз Латвии — 1,7 % (плюс 0,5 %), «От сердца — Латвии» — 1,5 % (минус 0,3 %) и «Прогрессивные» — 1,2 % (плюс 0,3 %). По данным опроса, проведённого в конце сентября Delfi в сотрудничестве с компанией Kantar TNS, лидирует Согласие — 14,5 %, следом идут СЗК и KPV LV — 8,1 % и 7,6 % соответственно, Национальное объединение — 6,6 %, Новая консервативная партия — 5,7 %, «Развитие/За!» — 5,3 %, «Новое Единство» — 4,1 %, «Прогрессивные» — 2,4 %.

## Экзитполы
После закрытия избирательных участков были опубликованы результаты экзитпола агентства LETA и LTV, согласно которым победу на выборах одержала партия «Согласие», набравшая 19,4 % голосов. Второе место занял блок «Развитию/За!» с 13,4 %, третье место заняло Национальное объединение с 12,6 %. Далее идут Новая консервативная партия (12,4 %), KPV LV (11,5 %), Союз зелёных и крестьян (9,7 %) и партия «Новое Единство» (6,9 %). Портал Delfi.lv совместно с Латвийским университетом провёл собственный опрос проголосовавших на выходе из избирательных участков: за Новую консервативную партию проголосовало 14,5 % избирателей, за партию «Для развития/За!» — 14 %. Национальное объединение занимает третье место с 13 %, далее идут «Согласие» — 12,5 %, КPV LV —12,3 %, Союз зелёных и крестьян — 9,1 %, «Новое Единство» — 8,3 %. Согласно данным LETA и LV Русский союз Латвии набрал 3,2 %, по данным Delfi и Латвийского университета — 2,2 %.

## Результаты
Голосование проходило с 7 до 20 часов по местному времени 6 октября.
После обобщения голосов на всех 1078 избирательных участках получены следующие официальные результаты выборов.
| Партия                                                                   | Голоса    | %     | Места | Изменение |
| ------------------------------------------------------------------------ | --------- | ----- | ----- | --------- |
| Согласие                                                                 | 167 117   | 19,80 | 23    | ▼1        |
| KPV LV                                                                   | 120 264   | 14,25 | 16    | новая     |
| Новая консервативная партия                                              | 114 694   | 13,59 | 16    | ▲16       |
| Развитию/За!                                                             | 101 685   | 12,04 | 13    | новая     |
| Национальное объединение                                                 | 92 963    | 11,01 | 13    | ▼4        |
| Союз зелёных и крестьян                                                  | 83 675    | 9,91  | 11    | ▼10       |
| Новое Единство                                                           | 56 542    | 6,69  | 8     | ▼15       |
| Объединение регионов Латвии                                              | 35 018    | 4,14  | 0     | ▼8        |
| Русский союз Латвии                                                      | 27 014    | 3,20  | 0     | ▬         |
| Прогрессивные                                                            | 22 078    | 2,61  | 0     | новая     |
| От сердца — Латвии                                                       | 7114      | 0,84  | 0     | ▼7        |
| Латышские националисты                                                   | 4245      | 0,50  | 0     | новая     |
| За альтернативу                                                          | 2900      | 0,34  | 0     | новая     |
| SKG                                                                      | 1735      | 0,20  | 0     | ▬         |
| Партия действия                                                          | 1059      | 0,12  | 0     | ▬         |
| Центристская партия Латвии                                               | 897       | 0,10  | 0     | новая     |
| Действительные                                                           | 839000    | -     | -     | -         |
| Недействительные                                                         | 6196      | -     | -     | -         |
| Всего                                                                    | 845 196   | 100   | 100   | -         |
| Всего избирателей/явка                                                   | 1 548 100 | 54,60 | -     | -         |
| Источник: ЦИК Латвии Архивная копия от 6 октября 2018 на Wayback Machine |           |       |       |           |

На выборах одержала победу социал-демократическая партия «Согласие», которая потеряла один мандат в Сейме по сравнению с парламентом прошлого созыва. Партия действовавшего премьер-министра Союз зелёных и крестьян заняла шестое место. В целом партии, входившие в правящую коалиции в Двенадцатом Сейме, не сохранили большинство в Сейме нового созыва, получив 32 места из 51 мандата, минимально необходимого для большинства. В целом Сейм нового созыва оказался политически раздробленным, что в дополнение к «красным линиям», проведённым несколькими партиями, привело к отсрочке в формировании нового правительства больше чем на два месяца. Первый месяц переговоров партий о создании правительства завершился безуспешно. 7 ноября президент Латвии Раймондс Вейонис поручил Янису Бордансу из Новой консервативной партии сформировать правительство. После этого Янис Борданс обнародовал проект правительственной декларации и предложил остальным партиям, прошедшим в Сейм, кроме «Согласия» и «СЗК», начать новый этап переговоров о формировании коалиции. Во время переговоров некоторые участники заявили, что не согласны с предложенным Бордансом планом бюджета, так как он, по их мнению, требует значительного увеличения расходной нагрузки без обоснования источников финансирования. 14 ноября президент Латвии отозвал кандидатуру Борданса.
26 ноября 2018 года Раймондс Вейонис выдвинул представителя «KPV LV» Алдиса Гобземса на должность премьер-министра. Через неделю переговоров Алдис Гобземс предложил сформировать пятипартийную коалицию, оставив в оппозиции «Согласие» и «Развитию/За!», несмотря на отказ «Новой консервативной партии» работать в одном правительстве с бывшей правящей партией «СЗК». Алдис Гобземс отказался исключать «СЗК» из предложенной модели коалиции, что привело к провалу переговоров о создании правительства. В дальнейшем Гобземс предложил сформировать беспартийное правительство профессионалов. Это предложение было практически немедленно отклонено другими партиями. 10 декабря президент Латвии отозвал номинацию Алдиса Гобземса.
После неудач в формировании правительства Новой консервативной партии и «KPV LV» кандидаты на должность премьер министра Артис Пабрикс и Роберт Зиле от четвёртой и пятой по величине фракций Сейма «Развитию/За!» и Национального объединения заявили о самоотводе. Инициатива создания коалиции перешла к партии «Новое Единство», имеющей наименьшую по числу депутатов фракцию в Сейме. Кандидат от этой партии Кришьянис Кариньш, ещё не будучи номинированным президентом, взял на себя организацию переговоров с партиями, начиная с 14 декабря 2018 года. 17 декабря 2018 года Кришьянис Кариньш предложил модель пятипартийной коалиции без участия «Согласия» и «СЗК». Согласно предложению каждая из участвующих партий должна получить три министерских портфеля в новом правительстве. Через месяц переговоров потенциальных участников коалиции Раймондс Вейонис официально номинировал Кришьяниса Кариньша на должность премьер-министра 7 января 2019 года.
23 января 2019 года Сейм Латвии 69 голосами «за» при 31 голосе «против» утвердил правительство во главе с Кришьянисом Кариньшем. Правительство поддержали пять парламентских партий: Новая консервативная партия, «KPV LV», «Развитию/За!», Национальное объединение и «Новое Единство». Каждую партию-участницу коалиции в правительстве представляют три министра, за исключением Национального объединения, получившего два портфеля в правительстве из-за того, что должность председателя сейма, равноценную должности министра, по мнению участниц коалиции, занимает представительница Национального объединения Инара Мурниеце. Против утверждения правительства проголосовали фракции «Согласие» и «СЗК», а также пять депутатов от «KPV LV».

### Результаты по областям
Количество мест (и доля голосов избирателей в %) на выборах в Сейм Латвии по областям
| Партия                                                                   | Видземе   | Земгале   | Курземе   | Латгале   | Рига       | Латвия     |
| ------------------------------------------------------------------------ | --------- | --------- | --------- | --------- | ---------- | ---------- |
| Согласие                                                                 | 3 (10,94) | 2 (9,91)  | 1 (8,56)  | 6 (35,73) | 11 (30,07) | 23 (19,80) |
| KPV LV                                                                   | 4 (14,37) | 3 (18,76) | 3 (20,28) | 1 (7,63)  | 5 (12,23)  | 16 (14,25) |
| Новая консервативная партия                                              | 5 (16,27) | 2 (14,07) | 2 (15,05) | 2 (8,77)  | 5 (12,16)  | 16 (13,59) |
| Развитию/За!                                                             | 4 (14,08) | 2 (10,96) | 1 (11,30) | 1 (4,64)  | 5 (13,36)  | 13 (12,04) |
| Национальное объединение                                                 | 4 (13,16) | 2 (14,32) | 2 (12,70) | 1 (4,96)  | 4 (9,19)   | 13 (11,01) |
| Союз зелёных и крестьян                                                  | 3 (11,48) | 2 (12,54) | 2 (14,26) | 2 (13,93) | 2 (4,80)   | 11 (9,91)  |
| Новое Единство                                                           | 2 (7,08)  | 1 (7,83)  | 1 (5,58)  | 1 (5,63)  | 3 (6,65)   | 8 (6,69)   |
| Всего                                                                    | 25        | 14        | 12        | 14        | 35         | 100        |
| Источник: ЦИК Латвии Архивная копия от 6 октября 2018 на Wayback Machine |           |           |           |           |            |            |